# 홍주형
홍주형은 대한민국의 배우이다.